# Piyusti
Piyusti of Piyušti was een koning van Hattusa aan het einde van de 19e eeuw v.Chr. en het begin van de 18e eeuw v.Chr. Hij wordt vermeld in de Anitta tekst. Anitta zou een veldslag tegen hem bij Hattusa gewonnen hebben, waarna Piyusti in een tweede, definitieve, slag bij Šalampa uiteindelijk gedood werd.